# Agnos
 Agnos  (en occitano Anhòs) es una población y comuna francesa, en la región de Aquitania, departamento de Pirineos Atlánticos, en el distrito de Santa María de Oloron y cantón de Santa María de Olorón-1.

## Historia
De 1793 a 1841 pertenecía al cantón de Sainte-Marie.
En 1841 el cantón pasó a llamarse Sainte-Marie-Legugnon.
De 1868 a 2015 pasó a formar parte del cantón de Santa María de Olorón-oeste.
Del uno de febrero de 1973 al 1 de enero de 1983 se unió a la comuna de Gurmençon formando la comuna de Val-du-Gave-d'Aspe.

## Demografía
| Gráfica de evolución demográfica de Agnos entre 1800 y 2012 |
|                                                             |
| Fuentes: Ldh/EHESS/Cassini e INSEE.                         |

## Economía
La principal actividad es la agrícola (ganadería, policultivo).